# پرومونتوری (یوتا)

نگاره‌ای تاریخی از پیچ‌شدن و ریل‌بندی دو مسیر خط آهن در پرومونتوری و به‌هم رسیدن دو لوکوموتیو از دو مسیر به یک‌دیگر و جشن کارگران.

پرومونتوری، یوتا (به انگلیسی: Promontory, Utah) نام منطقه‌ای در شهرستان باکس الدر در ایالت یوتا است. اولین راه‌آهن سراسری آمریکا در تاریخ ۱۰ مه ۱۸۶۹ میان دو خط آهن راه‌آهن مرکزی پسیفیک و راه‌آهن اتحادیه پسیفیک در این مکان به هم متصل شدند.